# Suzanne Borel (diplomate)
Pour les articles homonymes, voir Borel, Bidault, Suzanne Bidault et Suzanne Borel.
Suzanne Borel ou Suzanne Bidault, née le 18 octobre 1904 à Toulon et morte le 8 novembre 1995 à Louveciennes, est une écrivaine et diplomate française. Elle est la première diplomate française professionnelle.

## Biographie

### Jeunesse et études
Le père de Suzanne Borel, Élie, polytechnicien, est colonel du cadre colonial en retraite, et sa mère, née Louise Fontan, est la fille d'un célèbre médecin général de la Marine, le Pr Jules Fontan, qui fut l'auteur en 1900 de la première suture cardiaque faite avec succès.
Suzanne Borel passe son enfance dans plusieurs pays (France, Sénégal, Madagascar et Vietnam), la famille suivant son père en fonction de ses affectations. Elle obtient le baccalauréat en 1922. 
Suzanne Borel obtient une licence ès lettres en philosophie à l'université de Paris en 1927. Elle est diplômée de chinois de l’École nationale des langues orientales. Elle est également élève de l'École libre des sciences politiques, où elle suit le cours d'André Siegfried. Elle y prépare le concours du ministère des Affaires étrangères et le réussit après une première tentative infructueuse en 1929, où elle était arrivée 18e sur 14 places à l'écrit. Elle doit alors éviter plusieurs obstacles, tel qu'un huissier du ministère des Affaires étrangères refusant initialement sa candidature au motif qu'elle n'avait pas réalisé son service militaire, chose impossible pour les femmes à l'époque.
En décembre 1945, Suzanne Borel et Georges Bidault se marient. Son mari occupe durant la majeure partie de la IVe République les fonctions de ministre des Affaires étrangères ou de chef du gouvernement.

### Début de carrière diplomatique
À sa prise de fonction, le directeur du personnel explique à Suzanne Borel que seul un rôle dans la presse, le service de la Société des Nations et le service des Œuvres lui est possible et que donc les services politiques ne lui sont pas accessibles. Son professeur et ami André Siegfried lui confie : « Vous êtes reçue ; maintenant il faut vous faire admettre ». Elle débute ainsi au service des Œuvres, où elle reste pendant 9 ans. De fait, elle devient la première femme nommée attachée d’ambassade, le 1er juillet 1930. Sa nomination provoque un recours de l’Association des agents du ministère des Affaires étrangères devant le Conseil d’État, la réglementation ne prévoyant pas la possibilité de nommer des femmes. Un décret gouvernemental de 1928 avait certes ouvert les concours de la diplomatie aux femmes, mais en leur interdisant de prétendre à des postes à l'étranger. Elle devient secrétaire d’ambassade de deuxième classe au 30 juin 1933. En 1934, elle est nommée ministre plénipotentiaire mais sa carrière est entravée, faute d'être citoyenne de plein droit (les femmes ne pourront voter qu'à partir de 1944). Le recours de ses collègues masculins devant le Conseil d'État conduit le ministère à ne plus recruter de femmes diplomates jusqu'à la fin de la Seconde Guerre mondiale. En 1944, toutes les carrières du ministère sont ouvertes aux femmes, même s'il subsiste un plafond de verre. 
Au service des Œuvres, elle prend part à la création du Festival de Cannes lorsque la Mostra de Venise est sujet à controverse en 1938. Elle est membre du jury des festivals de 1949, 1951 et 1952. 

### Seconde Guerre mondiale
Benjamin Crémieux invite Suzanne Borel  à faire partie du service « Propagande et journaux » du réseau Combat en mai 1942. Sa position au ministère des Affaires étrangères lui permet d’accéder à de nombreuses informations et elle rejoint divers réseaux de Résistance (NAP et Super-NAP, Combat, Martial-Armand), en dépit de leurs rivalités et appartenances politiques.  Après le débarquement des Alliés en Afrique du Nord, elle rejoint le réseau Martial-Armand et c'est la valise diplomatique de Madrid qui lui permet de partager des informations et d'organiser des évasions vers la France libre. En 1944, ces réseaux sont peu à peu démantelés et elle quitte Vichy pour échapper de justesse à l’occupant et se réfugier à Hyères en mai 1944.

### Retour au Quai d'Orsay
Georges Bidault, le nouveau ministre des Affaires étrangères, demande à Suzanne Borel de rejoindre son cabinet à la Libération de la France, le 22 septembre 1944. C'est sur les recommandations de Marcelle Campana que Georges Bidault la nomme directrice adjointe aux Affaires étrangères. Elle est enfin assimilée, administrativement parlant, à l'ensemble de ses camarades de promotion. Georges Bidault lui promet un poste à la légation de Kiev lors de sa nomination et elle voyage à Washington puis Londres en août et septembre 1945 respectivement. Son mariage avec Bidault met fin à tout espoir de devenir ambassadrice, puisque le protocole ne permet pas aux femmes mariées de postuler à ce poste et qu'elle ne peut cumuler les deux rôles en raison des exigences de représentation. Elle se met en disponibilité à partir du 26 décembre 1945.
Elle occupe au ministère diverses fonctions (service des Œuvres françaises à l’étranger, au premier cabinet de Georges Bidault, ou plus tard l’OFPRA créé en 1952).
Alors à Bordeaux pour un congrès en avril 1961, elle découvre que son mari se cache à la suite du putsch des généraux, puisque celui-ci est partisan de l’Algérie française. Elle reste sans nouvelles de lui jusqu'au mois de mars 1962, où Georges Bidault la rencontre à Zurich. Elle assiste à la création du Conseil national de la Résistance et quitte Zurich le 1er mai. À son arrivée à Paris, elle est interrogée pendant sept heures par la sûreté nationale.
Ne se considérant pas comme féministe, elle écrit dans son autobiographie Par une porte entrebâillée : « Je suis simplement une femme qui a le goût de la justice, qui pense que les femmes sont plus capables qu'on ne l’a cru longtemps, et qu'il n’est que juste qu'on leur donne leur chance ».

## Dans la littérature
Suzanne Borel a inspiré à son collègue le diplomate-écrivain Roger Peyrefitte - tous deux liés par une détestation réciproque - le personnage de « Mademoiselle Crapote » dans La Fin des ambassades (1953) ; il évoque ainsi des hommes diplomates qui la ridiculisent en la surnommant « la crapucelle d'Orléans ». Elle apparaît également dans ses Propos secrets (tome I, 1977), où il évoque entre autres un épisode qui eut pour cadre le château de Rochecotte à Saint-Patrice (Indre-et-Loire), séjour forcé de quelques diplomates et fonctionnaires du ministère des Affaires étrangères à l'été 1940.

## Postérité
L'Institut d'études politiques de Paris a baptisé une salle de l'hôtel de Mortemart du nom de Suzanne Borel.

## Publications
- Je n’ai pas oublié, La Table ronde, 1971 (ISBN 2710313669, lire en ligne)
- Par une porte entrebâillée ou comment les Françaises entrèrent dans la Carrière, La Table ronde, 1972 (ISBN 2710315343, lire en ligne)
- Souvenirs de Guerre et d’Occupation, La Table ronde, 1973 (ISBN 2710316730, lire en ligne)
- Souvenirs, Ouest-France, 1986 (ISBN 978-2-7373-0024-0, lire en ligne)

## Décorations
- Officière de la Légion d'honneur[Quand ?][26]
- Croix de guerre 1939–1945[26]
- Médaille de la Résistance française avec rosette (décret du 31 mars 1947)[27]
- Médaille de la Liberté (USA)[26]